# Clarissa Thibeaux
Clarissa „Rissa“ Annette Thibeaux (* 23. August 1990 in Monterey, Monterey County, Kalifornien) ist eine US-amerikanische Schauspielerin.

## Leben
Thibeaux wurde am 23. August 1990 in Monterey geboren und wuchs in Nordkalifornien auf. Erste Berührungspunkte mit dem Schauspiel erhielt sie ab ihrem 13. Lebensjahr, als sie in Theaterstücken und später in der Theatergruppe der High School mitwirkte. Sie studierte Theaterkunst mit Schwerpunkt Performance an der San Diego State University, die sie mit dem Bachelor of Arts abschloss.
Nach ihrem Studium machte Thibeaux ab 2009 ihre ersten Schritte als Filmschauspielerin in einer Reihe von Kurzfilmen. 2012 spielte sie in einer Episode der Fernsehserie Screensters mit. 2013 gab sie in Bruno & Earlene Go to Vegas ihr Spielfilmdebüt. 2015 stellte sie in vier Episoden der Fernsehserie Tapped Out die Rolle der Chelsea Lauren dar. 2016 spielte sie im Tierhorrorfernsehfilm Ice Sharks – Der Tod hat rasiermesserscharfe Zähne die Rolle der Alex. Von 2018 bis 2019 verkörperte sie in der Fernsehserie Marvel’s Runaways die Rolle der Xavin. Danach folgten weitere Produktionen in Kurzfilmen, ehe sie 2021 in der Fernsehserie Gentefied die Rolle der Bree Solano darstellte. 2023 wirkte sie in einer Episode der Fernsehserie Grey’s Anatomy mit.

## Filmografie (Auswahl)
- 2010: Caesar's Day in Court (Kurzfilm)
- 2011: The Machine (Kurzfilm)
- 2011: Five Plus (Kurzfilm)
- 2012: Screensters (Fernsehserie, Episode 1x03)
- 2012: Jewfro (Kurzfilm)
- 2013: Bruno & Earlene Go to Vegas
- 2013: Dana's Dilemma (Kurzfilm)
- 2014: No Sugar Rim (Kurzfilm)
- 2014: My Crazy Ex (Fernsehserie)
- 2015: Tapped Out (Fernsehserie, 4 Episoden)
- 2016: Jersey Cupid (Kurzfilm)
- 2016: Against the Tide (Kurzfilm)
- 2016: Ice Sharks – Der Tod hat rasiermesserscharfe Zähne (Ice Sharks, Fernsehfilm)
- 2016: How to Tell a Campfire Story (Kurzfilm)
- 2016: Panofsky's Complaint (Kurzfilm)
- 2016: Dealing with Tristan (Kurzfilm)
- 2017: The Exchange (Fernsehserie, Episode 1x07)
- 2018: Flug 666 (Flight 666)
- 2018: Solve (Fernsehserie)
- 2018–2019: Marvel’s Runaways (Fernsehserie, 14 Episoden)
- 2019: Other Loving (Kurzfilm)
- 2020: A Girl from a Box (Kurzfilm)
- 2020: Soul Survivor (Kurzfilm)
- 2020: RxR (Kurzfilm)
- 2021: Hell, California Podcast (Fernsehserie, 2 Episoden, verschiedene Rollen)
- 2021: Paradox Lost
- 2021: Gentefied (Fernsehserie, 4 Episoden)
- 2022: Diary of a Spy
- 2022: With the Fishes (Kurzfilm)
- 2022: Night Rain
- 2023: Grey’s Anatomy (Fernsehserie, Episode 19x11)